# Kanton Saint-Sever
Kanton Saint-Sever (francouzsky Canton de Saint-Sever) je francouzský kanton v departementu Landes v regionu Akvitánie. Tvoří ho 14 obcí.

## Obce kantonu
- Audignon
- Aurice
- Banos
- Bas-Mauco
- Cauna
- Coudures
- Dumes
- Eyres-Moncube
- Fargues
- Montaut
- Montgaillard
- Montsoué
- Saint-Sever
- Sarraziet